# Tangstad
Tangstad est une localité du comté de Nordland, en Norvège.

## Géographie
Administrativement, Tangstad fait partie de la kommune de Vestvågøy.